# Боке (Калвадос)
Боке (фр. Bauquay) насеље је и општина у северној Француској у региону Доња Нормандија, у департману Калвадос која припада префектури Вир.
По подацима из 2011. године у општини је живело 275 становника, а густина насељености је износила 153,63 становника/km². Општина се простире на површини од 1,79 km². Налази се на средњој надморској висини од 130 метара (максималној 163 m, а минималној 100 m).

## Демографија
| 1962. | 1968. | 1975. | 1982. | 1990. | 1999. | 2011. |
| ----- | ----- | ----- | ----- | ----- | ----- | ----- |
| 116   | 132   | 120   | 149   | 151   | 165   | 275   |

График промене броја становника у току последњих година